# Синяя борода (фильм, 1972)
«Синяя борода» (англ. Bluebeard) — эротический триллер Эдварда Дмитрыка, вышедший в прокат в 1972 году.

## Сюжет
В основе сюжета лежит французская народная сказка о муже-убийце, действие которой перенесено в государство, напоминающее Австрию периода Третьего Рейха.
Барон Курт фон Зеппер (Ричард Бёртон), аристократ и герой-авиатор Первой Мировой, пострадавший в боях с русскими и с тех пор скрывающий шрамы на шее за бородой, из-за какого-то химического воздействия обладающей странным синеватым оттенком, пользуется в свете репутацией сердцееда. В поисках невесты он заглядывает на бал, где встречает очаровательную Грету (Карин Шуберт). Та, недолго раздумывая, бросается с головой в омут любви. Через два года Грета трагически погибает на охоте.
Барон не отчаивается, и следующим его выбором становится молодая танцовщица, актриса варьете, американка Энн (Джоуи Хизертон). Благодаря легкости нрава, неиссякаемому оптимизму и жизнелюбию она сразу же покорила сердце барона. После свадьбы, однако, счастье омрачается отсутствием интимных отношений с мужем, а также находкой, что одну из комнат занимает мать барона, за которой — уже мёртвой и мумифицированной — ухаживает старая служанка. На фоне этого и необычайно тихой и скучной жизни в поместье Энн впадает в депрессию. Чтобы помочь Энн оправиться от депрессии, барон позволяет Энн преобразить комнаты замка, сам же отлучается в Вену по делам. Отъезжая, он передал Энн связку ключей ото всех дверей комнат поместья. Из всей связки один ключ явно отличался от всех остальных. Этим ключом барон попросил Энн ничего не открывать. Осмотрев все комнаты, Энн становится скучно и она решается выяснить, какую дверь отпирает необыкновенный ключик. Среди стенной лепнины в кабинете барона Энн находит небольшую скважину для ключа и, вставив его, открывает потайную дверь, за которой был спрятан портрет барона в молодости, в свою очередь, скрывавший страшный тайник барона Синей Бороды — морозильную камеру с телами семи женщин.
Несмотря на молчание жены об этом случае, оказывается, что барон знает о её посещении, зафиксированном потайной фотокамерой, срабатывающей на открытие двери-портрета. Он говорит, что вынужден убить и её, как и остальных шесть жен и «подругу» одной из них, однако не может отказать себе в рассказе о каждой из них (большинство остальной протяженности фильма составляют флешбэки).

## В главных ролях
- Ричард Бёртон — барон Курт фон Зеппер
- Джоуи Хизертон[англ.] — Энн, седьмая жена барона
- Эдвард Микс[англ.] — Серджо, поклонник Энн и человек из прошлого барона

Жертвы барона:
- Вирна Лизи — Эльга, первая жена барона, певица (обезглавлена гильотиной)
- Натали Делон — Эрика, вторая жена барона, модель
- Сибил Даннинг — проститутка (убита вместе с Эрикой после лесбийского акта обрушением "рогатой" люстры)
- Ракель Уэлч — Магдалена, третья жена барона, бывшая монахиня (задохнулась запертая в гробу)
- Марилу Толо — Бригитта, четвёртая жена барона, суфражистка (утоплена)
- Агостина Белли — Каролина, пятая жена барона (затравлена охотничьим соколом)
- Карин Шуберт — Грета, шестая жена барона (застрелена «по ошибке» на охоте)